# Liste von Sakralbauten in Wedemark
Die Liste von Sakralbauten in Wedemark nennt Kirchengebäude und andere Sakralbauten in Wedemark, Region Hannover, Niedersachsen.

## Liste
| Bild | Name                 | Ort                           | Koordinaten                     | Konfession der Gemeinde        |
| ---- | -------------------- | ----------------------------- | ------------------------------- | ------------------------------ |
|      | Johanniskapelle      | Abbensen                      | 52° 34′ 3,7″ N, 9° 36′ 42,8″ O  | evangelisch-lutherisch         |
|      | Friedhofskapelle     | Bissendorf                    | 52° 31′ 30,8″ N, 9° 45′ 21″ O   | evangelisch-lutherisch         |
|      | St.-Michaelis-Kirche | Bissendorf                    | 52° 31′ 26,1″ N, 9° 45′ 25,2″ O | evangelisch-lutherisch         |
|      | Christophorus-Kirche | Bissendorf-Wietze             |                                 | evangelisch-lutherisch         |
|      | St.-Martini-Kirche   | Brelingen                     | 52° 33′ 16″ N, 9° 40′ 54,2″ O   | evangelisch-lutherisch         |
|      | Ev.-luth. Kirche     | Elze                          |                                 | evangelisch-lutherisch         |
|      | Kapelle              | Meitze                        | 52° 34′ 5,7″ N, 9° 45′ 41,1″ O  | evangelisch-lutherisch         |
|      | St.-Georgs-Kirche    | Mellendorf                    | 52° 32′ 44,8″ N, 9° 43′ 56,5″ O | evangelisch-lutherisch         |
|      | Kirche               | Mellendorf, Stargarder Straße | 52° 32′ 42,5″ N, 9° 44′ 38,3″ O | neuapostolisch, 2005 entwidmet |
|      | St.-Marien-Kirche    | Mellendorf                    | 52° 32′ 34,8″ N, 9° 44′ 26,2″ O | römisch-katholisch             |
|      | Kapelle              | Negenborn                     | 52° 33′ 14,2″ N, 9° 37′ 58,5″ O | evangelisch-lutherisch         |
|      | Kapelle              | Oegenbostel                   | 52° 34′ 47″ N, 9° 41′ 28″ O     | evangelisch-lutherisch         |